# NFL 1965
Die NFL-Saison 1965 war die 46. Saison im American Football in der National Football League (NFL), der damals, zusammen mit der American Football League (AFL), höchsten Footballliga der Vereinigten Staaten. Die Regular Season begann am 19. September und endete am 26. Dezember.
Im NFL Championship Game besiegten die Green Bay Packers am 2. Januar 1966 die Cleveland Browns mit 23:12. Es war das letzte Jahr, in dem der NFL-Champion und der AFL-Champion nicht gegeneinander antraten und somit zwei nationale Champions existierten.

## Regular Season
Im Osten setzten sich die Cleveland Browns frühzeitig von den anderen Teams ab und gewannen ihre Conference deutlich. Im Westen kam es am vorletzten Spieltag zu einem Führungswechsel, nachdem die zweitplatzierten Green Bay Packers bei den führenden Baltimore Colts einen Auswärtssieg holten. Durch ein anschließendes Unentschieden der Packers bei einem gleichzeitigen Sieg der Colts lagen beide Teams zum Ende der Runde gleichauf. Nach dem damaligen Regelwerk wurde der direkte Vergleich nicht für das Erreichen des Championship Games herangezogen. Die beiden Teams mussten daher ein Entscheidungsspiel austragen, welches Green Bay gewann.
| Western Conference  | Western Conference | Western Conference | Western Conference | Western Conference | Western Conference | Western Conference |
| Team                | S                  | U                  | N                  | SQ 1               | P+                 | P−                 |
| ------------------- | ------------------ | ------------------ | ------------------ | ------------------ | ------------------ | ------------------ |
| Green Bay Packers a | 10                 | 1                  | 3                  | 0,769              | 316                | 224                |
| Baltimore Colts a   | 10                 | 1                  | 3                  | 0,769              | 389                | 284                |
| Chicago Bears       | 9                  | 0                  | 5                  | 0,643              | 409                | 275                |
| San Francisco 49ers | 7                  | 1                  | 6                  | 0,538              | 421                | 402                |
| Minnesota Vikings   | 7                  | 0                  | 7                  | 0,500              | 383                | 403                |
| Detroit Lions       | 6                  | 1                  | 7                  | 0,462              | 257                | 295                |
| Los Angeles Rams    | 4                  | 0                  | 10                 | 0,286              | 269                | 328                |

| Eastern Conference  | Eastern Conference | Eastern Conference | Eastern Conference | Eastern Conference | Eastern Conference | Eastern Conference |
| Team                | S                  | U                  | N                  | SQ                 | P+                 | P−                 |
| ------------------- | ------------------ | ------------------ | ------------------ | ------------------ | ------------------ | ------------------ |
| Cleveland Browns    | 11                 | 0                  | 3                  | 0,786              | 363                | 325                |
| Dallas Cowboys b    | 7                  | 0                  | 7                  | 0,500              | 325                | 280                |
| New York Giants b   | 7                  | 0                  | 7                  | 0,500              | 270                | 338                |
| Washington Redskins | 6                  | 0                  | 8                  | 0,429              | 257                | 301                |
| Philadelphia Eagles | 5                  | 0                  | 9                  | 0,357              | 363                | 359                |
| St. Louis Cardinals | 5                  | 0                  | 9                  | 0,357              | 296                | 309                |
| Pittsburgh Steelers | 2                  | 0                  | 12                 | 0,143              | 202                | 397                |

Legende:
| Siege              | Unentschieden         | Niederlagen       | SQ Siegquote 1 |
| P+ gemachte Punkte | P− gegnerische Punkte | Championship Game | Playoff Bowl   |

## Post Season
In der Western Conference war ein Entscheidungsspiel zwischen den beiden bestplatzierten Teams, den Green Bay Packers und den Baltimore Colts, notwendig. Die Packers, die bereits in der regulären Saison beide Spiele gegen die Colts für sich entscheiden konnten, setzten sich durch und qualifizierten sich für das Championship Game. Zur Halbzeit lagen die Colts noch mit 10:0 vorne. Zwei Minuten vor Ende des vierten Quarters sorgte Kicker Don Chandler durch ein Field Goal für den Ausgleich. In der Overtime war es wiederum Chandler, der mit einem Field Goal für die Entscheidung zu Gunsten der Packers sorgte.
|                              |                                               |  |                   |                           |                 |  |                                 |
|                              | Green Bay 26. Dezember 1965 13:00 Uhr (UTC−6) |  | Green Bay Packers | \| \| 13 : 10 \| \| \| \| | Baltimore Colts |  | Lambeau Field Zuschauer: 50.484 |
| (0:7, 0:3, 7:0, 3:0) OT: 3:0 | Green Bay 26. Dezember 1965 13:00 Uhr (UTC−6) |  | Green Bay Packers |                           | Baltimore Colts |  | Lambeau Field Zuschauer: 50.484 |
|                              | 13 : 10                                       |  |                   |                           |                 |  |                                 |
|                              |                                               |  |                   |                           |                 |  |                                 |

Als jeweilige Sieger ihrer Conference bestritten Cleveland und Green Bay am 2. Januar 1966 das NFL Championship Game, das Green Bay mit 23:12 für sich entschied. Jim Taylor von den Packers wurde als MVP des Spiels geehrt.
|                                   |                                            |  | NFL Championship Game |                           |                  |  |                                 |
|                                   | Green Bay 2. Januar 1966 13:00 Uhr (UTC−6) |  | Green Bay Packers     | \| \| 23 : 12 \| \| \| \| | Cleveland Browns |  | Lambeau Field Zuschauer: 50.852 |
| (7:9, 6:3, 7:0, 3:0) Spielbericht | Green Bay 2. Januar 1966 13:00 Uhr (UTC−6) |  | Green Bay Packers     |                           | Cleveland Browns |  | Lambeau Field Zuschauer: 50.852 |
|                                   | 23 : 12                                    |  |                       |                           |                  |  |                                 |
|                                   |                                            |  |                       |                           |                  |  |                                 |

Eine Woche nach dem Championship Game, am 9. Januar, traten die beiden Zweitplatzierten, die Baltimore Colts und die Dallas Cowboys, im Playoff Bowl gegeneinander an. Im Orange Bowl Stadium in Miami siegten die Colts mit 35:3.
|                        |                      |  | Playoff Bowl    |                          |                |  |                               |
|                        | Miami 9. Januar 1966 |  | Baltimore Colts | \| \| 35 : 3 \| \| \| \| | Dallas Cowboys |  | Orange Bowl Zuschauer: 65.569 |
| (0:0, 14:3, 14:0, 7:0) | Miami 9. Januar 1966 |  | Baltimore Colts |                          | Dallas Cowboys |  | Orange Bowl Zuschauer: 65.569 |
|                        | 35 : 3               |  |                 |                          |                |  |                               |
|                        |                      |  |                 |                          |                |  |                               |